# Glenea balabacensis
Glenea balabacensis là một loài bọ cánh cứng trong họ Cerambycidae.